# Neplachovice
Neplachovice (en allemand : Neplachowitz ; en polonais : Neplachowice) est une commune du district d'Opava, dans la région de Moravie-Silésie, en République tchèque. Sa population s'élevait à 941 habitants en 2021.

## Géographie
Neplachovice se trouve à 9 km au nord-ouest d'Opava, à 38 km à l'ouest-nord-ouest d'Ostrava et à 242 km à l’est de Prague.
La commune est limitée par Holasovice à l'ouest, au nord et au nord-est, par Opava à l'est et au sud, et par Stěbořice au sud-ouest.

## Histoire
La première mention écrite de la localité date de 1257.

## Administration
La commune se compose de deux quartiers :
- Neplachovice
- Zadky

## Transports
Par la route, Neplachovice se trouve à 10 km d'Opava, à 44 km d'Ostrava et à 317 km de Prague.